# حاجی‌آباد (اقلید)
حاجی‌آباد (اقلید)، روستایی لرزبان از توابع بخش سده شهرستان اقلید در استان فارس ایران است. اهالی روستا اغلب به کشاورزی مشغول می باشند. در این روستا دو پرورش ماهی قزل آلا وجود دارد. 

## جمعیت
این روستا در 70 کیلومتری شهرستان اقلید و از توابع شهر سده می باشد و براساس سرشماری مرکز آمار ایران در سال ۱۳۸۵، جمعیت آن ۳۷۴ نفر (۷۷خانوار) بوده‌است و در حال حاضر حدودا 500 نفر جمعیت دارد.